# イレギュラーハンターロックマンX
『イレギュラーハンターロックマンX』（イレギュラーハンターロックマンエックス、IRREGULAR HUNTER ROCKMAN X）はカプコンのアクションゲーム、『ロックマンX』を原作とする池原しげとの漫画作品。講談社の『デラックスボンボン』にて1994年の7月号から同誌が休刊となった1995年4月号まで連載された。単行本は全2巻。

## 概要
『ロックマン 甦るブルース』の連載終了後、「デラックスボンボン」誌上に於いて連載された、池原しげとのロックマンの漫画作品では唯一のロックマンXシリーズの連載作品となっている。
原作のゲームと異なる展開として、表向きの反乱の首謀者はVAVAとされ、シグマはイレギュラーハンターの部隊隊長として指揮をとる一方、裏では反乱を指示する影の首謀者として描かれる。また、反乱に加わるイレギュラーハンターも原作の一部のみであり、残りはハンターとして反乱を鎮圧する任務に当たる。そのため、原作ではすべてエックスと戦い、破壊されるボスキャラクターが、任務の上でエックスと共闘したり、またボスキャラクター同士で戦ったりする、といった展開も繰り広げられる。
掲載誌であった『デラックスボンボン』の休刊（事実上の廃刊）に伴い、一応の結末は纏められているものの、エックスとシグマの直接対決は描かれないまま作品は終了し、またエックスに関する極秘ファイルにアクセスできた謎の人物（Dr.ケイン）の存在や、シグマが反乱を企むようになった理由など、未解決の伏線や謎もいくつか残されている。
他、エックスとゼロの一人称や、VAVAの振り仮名などに原作との相違点がある。詳細は後述。

## ストーリー
西暦21XX年。人間に近い思考能力を持つロボット「レプリロイド」と人間が共存する世界。電子頭脳に異常をきたし人間に危害を加えるレプリロイド「イレギュラー」を抹殺する目的で設立された警察組織が「イレギュラーハンター」である。B級ハンターエックスはハンターとしての腕は確かなものの、その心優しい性格からイレギュラーを討てずに悩んでいた。だが、上官であるシグマや、同僚であり先輩でもあるゼロと共に、任務をこなすうち次第にハンターとして成長を遂げていく。しかし順風満帆に功績を上げていたエックスだったが、彼の周囲で次第に異変が起こり始める。さる事件を独断で追っていたゼロに対しイレギュラー疑惑が浮上し、さらには任務中に問題を起こして謹慎中であった元特A級ハンターVAVAが独房から脱走し一部のイレギュラーハンターを配下にして人間からの独立を目指し反乱を引き起こした。ゼロの疑いを晴らすため、そしてVAVAに率いられたイレギュラーの凶行を食い止めるため、シグマ隊長の指揮の下、より激しい戦火の中に晒されるエックス。強敵たちとの戦いの末、エックスは「昇進試験」としてゼロを討つことをシグマに告げられる。ゼロと対峙し、エックスはゼロを倒せば特A級に昇進できる旨を述べる。ゼロの苛烈な攻撃をすべて受け止め、無抵抗のまま打ち倒されるエックス。彼は親友を傷つけず、そしてシグマも裏切らない手段としてゼロに倒されるつもりであった。そのことに気づいたゼロは、VAVAを操っている真の黒幕こそシグマであると本心を明かす。直後、シグマ率いるイレギュラーたちが現れエックスとゼロは交戦を開始。これを撃破するがシグマには逃げられてしまう。

## 登場キャラクター

### メインキャラクター
エックス（X）
イレギュラーハンター第17精鋭部隊に所属するB級ハンター。イレギュラーハンターとしての力量は確かだが、心優しい性格のためイレギュラーに対して冷徹になり切れず、その都度ゼロに危機を救われることもしばしばであった。
しかし平和を守ろうとする心は人一倍強く、激化するイレギュラー事件の中で腕を磨き、やがてはシグマ隊長からA級ハンターへの昇格も近いと評されるまでになったが、ゼロへのイレギュラー疑惑やVAVAの反乱といった重大な事件に巻き込まれることとなる。
様々な疑問や葛藤を抱きつつ仲間のイレギュラーハンター達と共に反乱軍との戦いに転戦するが、最後の任務としてシグマから言い渡されたゼロ討伐の過程で、ゼロ自身から実はシグマが最強のレプリロイド軍団を集め世界征服を企んでいる事を聞かされると、彼と共にシグマに立ち向かうことを決意。
友人でもあるオペレーターのA-1の犠牲を経て本性を表したシグマを追い詰める。結局はシグマとVAVAには逃亡されてしまうがその時にはもはや彼の瞳に迷いの色はなく、A-1とハンターたちの犠牲に報いるためにもシグマの野望を阻止することを強く誓う。
なお、この作品の中ではしばしばロックマンXとも呼ばれている。また、一人称が「俺」ではなく、「僕」になっている。
ゼロ（Zero）
エックスの同僚でハンターランクは特A級。エックスとは対照的にイレギュラーに対しては冷徹非情、躊躇いなく任務を遂行する。
ザルツ鉱山を襲撃したイレギュラー、キンコーソーダーの動向を単独で探っていた際に、シグマよりイレギュラー疑惑を掛けられてしまう。
そのため度々他のイレギュラーハンター、特に最初にシグマに命令を受けたアーマー･アルマージには度々命を狙われるものの、執念で自分にイレギュラー嫌疑が掛けられた原因を探っていた過程でシグマの正体を探り当て、自分を討伐に来ながらシグマの命令と友人である自分との板挟みに苦しみゼロに討たれることを望んだエックスに対して、全てを語ると共にシグマを倒すことを確認しあう。
エックス同様に、一人称が物語終盤の一部を除いて「俺」ではなく、「僕」になっている。一部では「私」というシーンもある。
VAVA（ヴァヴァ / ババ）
第17精鋭部隊に所属する特A級ハンターだったが、常日頃より「イレギュラーと紙一重」とされるほど問題行動が多く、挙句の果てにはイレギュラー、ライギャンβの処分任務の際に味方であるエックスもろともライギャンβを破壊しようとしたことが切っ掛けで謹慎の上、ハンターランクもA級への降格を言い渡されてしまう。
その処遇に不満を持ったVAVAはやがて脱走を企てた上、スティング･カメリーオ、スパーク･マンドリラー、ランチャー･オクトパルド、そしてアイシー･ペンギーゴを仲間に加え人類へ向けて宣戦布告することになった。
だがVAVAの引き起こしたその反乱自体、イレギュラーハンター達の己への忠誠を試すためにシグマによって密かに命じられたものであり、ゼロに真相を暴かれるとシグマに付き従っていたアーマー･アルマージ、ストーム･イーグリード、ブーメル･クワンガーらを率いて、あくまで抵抗し続けるエックスやゼロと決戦に及ぶ。アルマージと3人の特A級ハンターたちがエックスとゼロに倒されてしまうと不利を悟り一時撤退するも、シグマの反乱を世界に報せるべく中央通信センターに向かおうとしたA-1を捕らえ、エックス達対決に及んでいたシグマのバックアップも務めた。
しかしA-1の自爆行為を切っ掛けにして逆にシグマが追い詰められ始めると即座にシグマを救い出し、彼とともに何処へと去っていった。
振り仮名が「ヴァヴァ」ではなく、「ババ」となっている。
シグマ（Σ / Sigma）
第17精鋭部隊の隊長を務めた最強のイレギュラーハンター。
その戦闘能力は同じ特A級ハンターであるストーム･イーグリードさえ赤子扱いするほどで同時に指揮統率能力も優れている。
また圧倒的な戦闘力を誇りながらも決して蛮勇のみの人物ではなく、同部隊のマンドリラー討伐に己一人で十分と息巻くクワンガーをたしなめるなど作戦に関してはむしろ慎重派。
エックスの頼れる上司ではあったが、内心には世界征服の野望を秘め、最強のレプリロイド軍団を組織するためにイレギュラーハンターの任務を通じて己の意に従いそうな者達を見極め、ゼロのように単独行動が目立ち命令に従いそうにない者にはイレギュラーの疑惑を掛ける一方で、イレギュラーハンター達の己への忠誠の程を確かめる試金石として降格謹慎処分を言い渡されたVAVAに取引を持ちかけ反乱を誘発させる。
VAVAの反乱に参加したカメリーオ、マンドリラー、オクトパルド、ペンギーゴが倒されるまでは野心を秘めたまま表向きハンター部隊隊長としての任務を全うしていたが、ゼロに目的を暴かれエックスに造反された段階でついに本性を表し、大規模なメカニロイド軍団を率いて遂に全世界に向けて攻撃を開始した。
その後VAVAを除く麾下の元ハンター達がエックスとゼロによって倒されると、2人の前に姿を現し直接対決に及ぶがその実力は圧倒的で、フルアーマー装備のエックスとゼロのツインバスターを食らってもほとんどダメージを受けないタフネスぶりを見せつけ、さらにはVAVAの手で捕らえられたA-1を人質に取り逆に2人を窮地に陥れる。
しかし足手纏いになってしまった事を苦にしたA-1が一瞬の隙を突いてシグマに自爆攻撃を仕掛けた事から隙を生じてしまい、怒りに燃えるエックスとゼロの集中攻撃に晒される。2人の勢いに圧倒されたシグマはVAVAの手で窮地から救い出されると、この場でのエックス達の抹殺を断念し捨て台詞を残して去っていった。

### ボスキャラクター
深海の武装将軍 ランチャー・オクトパルド（Launcher Octopuld）
タコ型レプリロイド。第6艦隊に所属するイレギュラーハンターでVAVAの呼びかけに応じ、その麾下に加わった1人。海底鉱石を狙って海上都市を制圧した。
報を聞いて駆けつけてきたアルマージ、ナウマンダー、イーグリードの3人の特A級ハンターを迎え撃つ事になったが、アングラーゲやウツボロスなど強力な巨大水中用メカニロイドを配置し水中の地の利を生かして彼ら三人を寄せ付けなかった。
しかし巨大メカニロイドが特A級ハンター達の迎撃に向かった隙を突かれ基地内部まで潜入してきたエックスと交戦。圧倒的な火力と水中での運動性能の違いで一対一の局面では優勢に戦いを進めるが、突如現れたゼロに脚を破壊された所で形勢が逆転。エックス、ゼロ2人の集中砲火の前に破壊された。
幽林の妖撃手 スティング・カメリーオ（Sting Chameleao）
カメレオン型レプリロイド。イレギュラーハンター第9特殊部隊、「別名：レンジャー」所属。VAVAと行動を共にしイレギュラーとなった1人。組織を脱走し潜伏していた森の中で、追跡してきたエックスと遭遇し彼と交戦し、保護色能力を駆使して圧倒的な実力差を見せ付ける。
VAVAの一味に対抗すべく自分のそれより高出力なゼロのバスターを装備してカメリーオに挑んできたエックスだったが、あまりの出力にエックスの身体が耐え切れず戦闘中にバスターの暴発を招いてしまい、そのエックスの自滅行為によって一度は彼を退けることに成功するもゼロの邪魔に遭いその場では止めを刺すには至らなかった。
そして程なく応急処置を終えたエックスと再戦。エックスの策を逆用するなどまたしても優位に戦いを進めるが、勝利を確信し追って行った先の底なし沼に落とされてしまい、身体に付着した泥土で姿が丸見えになってしまったところを攻撃され敗北した。
鋼鉄の甲弾闘士 アーマー・アルマージ（Armor Armarge）
第8機甲部隊の隊長を務めるアルマジロ型レプリロイド。ゼロがイレギュラー化した可能性をシグマから示唆され、キンコーソーダーの行方を追ってある鉱山に侵入したゼロを付け狙い、彼を守ろうとするエックスと交戦状態となる。キンコーソーダー処分に赴いたゼロの代わりに立ち塞がるエックスをその堅い甲殻による体当たり攻撃で圧倒するが、キンコーソーダーを倒したゼロが戻ってくると形勢不利と見て撤退した。
VAVAが独房から脱走し反乱を起こすと、シグマ側に付くが果々しい戦果を挙げることができず、B級ハンターでありながら特A級に匹敵する実力を備えつつあるエックスに対し危機感を覚える。
やがてシグマが本性を表し世界征服の野望を露にした際も変らず彼に忠誠を示し、シグマの野望に反発するエックスやゼロを討とうとするが、光弾を放とうとした隙をエックスに突かれ返り討ちにあってしまった。
灼熱のオイルタンク バーニン・ナウマンダー（Burnin' Noumander）
第4陸上部隊の隊長を務めるナウマン象型レプリロイド。火炎攻撃を得意とする巨漢のイレギュラーハンターで、冷気攻撃を得意とする小柄なペンギーゴとは何かと対立する間柄だった。
オクトパルドとの戦いではアルマージやイーグリードと共に急激に力をつけるエックスを危険視する様子も見られたが、敏捷性に勝るペンギーゴとの直接対決で敗れ去った後は、素直にエックスの力を認め自らの武器である「ファイヤーウェーブ」を託す潔さも見せた。
8体のボスの中では唯一イレギュラー化しないまま最期を迎えた人物。
天空の貴公子 ストーム・イーグリード（Storm Eagleed）
第7空挺部隊の隊長を務める鷲型レプリロイド。空港を占拠したイレギュラー討伐軍の指揮官を務めていたが、その傲慢なまでのプライドの高さから第17精鋭部隊から救援に派遣されてきたエックスの介入を快く思わず、エックスや彼を派遣してきたシグマとも対立することになる。自由自在に空中を飛び回りほとんどエックスに乗ずる隙を与えないまでの実力差を示すが、程なく姿を現したシグマに対しては尽く攻撃を破られてしまい逆に圧倒され屈服させられてしまうこととなる。
VAVAの反乱の際にはそのままシグマの指揮下でイレギュラー達との戦いに転戦し、最終的にシグマが世界征服の野望を露にした時さえも付き従ってしまう。
シグマに抵抗し続けるエックスやゼロを討つべくVAVAやアルマージ、クワンガーと共に戦うが、幾多の戦いを経て成長を遂げたエックスとはすでに実力が逆転しており、自らの特殊武器であった「ストームトルネード」によって粉砕されてしまった。
豪速拳の雷王 スパーク・マンドリラー（Spark Mandriller）
マンドリル型レプリロイド。VAVAに加担した元イレギュラーハンターの1人で元はエックスと同じ第17精鋭部隊に所属していた。
自身の好物である電気を大量に補給できる発電所を占領していたが、同僚であったブーメル･クワンガーとエックスの討伐を受けることとなる。
圧倒的なスピードに加えテレポーテーションまで使いこなすクワンガーに苦戦し敗れそうになるが、ペンギーゴの加勢を得て形勢逆転。ペンギーゴとの連携攻撃でクワンガーを倒す。
しかし続いて駆けつけてきたエックスと戦った時はペンギーゴとの同士討ちを誘われてしまい、ショットガンアイスで下半身を凍らされた上、ペンギーゴのスライディング攻撃で凍らされた下半身を粉砕されて身動きが取れなくなったところを攻撃され破壊されてしまう。
時空の斬鉄鬼 ブーメル・クワンガー（Boomer Kuwanger）
クワガタ型レプリロイド。第17精鋭部隊所属の特A級ハンター。尋常のレプリロイドなど及びも付かない敏捷性を誇り、シグマより発電所を占領したマンドリラー討伐の指令を受ける。功名心が非常に高く単独でマンドリラーを討つ事に拘るが、鈍重なマンドリラーに対しスピードで一時は圧倒していたものの、ペンギーゴと結託して罠を張っていたマンドリラーの前に窮地に陥ってしまい、自ら見下していたエックスに救われるという屈辱を味わう破目になる。
この一件でエックスに手柄を奪われたことで彼への一方的な逆恨みから、シグマが世界征服の計画を実行に移した際にはエックス憎しの一念でシグマの側に付き、エックスとの対決に及ぶが「ショットガンアイス」で動きを封じられたところを「ホーミングトーピード」で狙撃され敗北。
エックス曰く（根拠は不明だが）「もっといい人だと思っていた」とのこと。余談だが、岩本版やのちに発売されたイレギュラーハンターX、ノベライズ版など、ほとんどの媒体で丁寧な口調で話す人物として設定されているのに対し、本作では普通の口調で話す。
雪原の皇帝 アイシー・ペンギーゴ（Icy Penguigo）
ペンギン型レプリロイド。第13極地部隊に所属する特A級ハンター。VAVAが脱走した際に彼に味方した元イレギュラーハンターの1人。
発電所を占領したマンドリラーの加勢に赴き、彼との連携で討伐に来ていたイレギュラーハンターの1人クワンガーを倒すが、続いて現れたエックスの同士討策に嵌りマンドリラーを討たれてしまう。
そのことで煮え湯を飲まされたペンギーゴはエックスへの激情を募らせ、雪山の要塞から雪崩を引き起こし麓の街を壊滅させると、その事件を聞き及んで駆けつけてきたエックスを迎え撃つ。
エックスへの憎しみは深いが、だからといって特に自分の手で彼を倒すことには拘っておらず、数多くのメカニロイドやかつての「ロボット大相撲の横綱」RT-55Jを差し向けエックスの抹殺を試みる。
しかしエックスがRT-55Jに苦戦している間にかねてより犬猿の仲だったナウマンダーの襲撃を受けこれと対戦。苦手な火炎攻撃を駆使する相手だが、動きが鈍重であるという弱点を突き勝利するも、RT-55Jを倒し駆けつけてきたエックスと続け様に戦うこととなる。今際のナウマンダーより特殊武器であるファイヤーウェーブを託され、仇討ちに燃えるエックスの前に圧倒され恐怖から命乞いまでしてみせるも、散々卑劣な行為をしてきたペンギーゴをエックスが許すはずもなく容赦なく抹殺された。

### オリジナルキャラクター
A-1（エーワン）
イレギュラーハンターのオペレーター。
エックスとは組織内における数少ない友人の1人で、情報収集能力に長け、エックスと仲間たちの活動をバックアップする。
ハンターとして成長を遂げていくエックスを見守る一方で、特A級ハンター達の横暴な態度に辟易し、任務に赴こうともしないエックスをやんわりと叱咤したり、VAVAに付き従ったイレギュラーの1人ペンギーゴ討伐に単独で向かったエックス支援のために戦場に赴こうとする気概も見せるなど、あどけない少年然とした容姿で想像できるような柔弱なだけの人物ではない。
仕事柄、数多くの機密情報を扱うがある時、偶然からトーマス･ライトによって記されたエックスに関するファイルを発見するが、ログイン履歴に残っていたケインという謎の人物のこともあり真相がはっきりするまでは己の胸の内一つに秘めておこうと決意するが結果的にA-1自身の死と共にこの件は秘せられたままとなってしまう。
しかし、シグマが世界征服の野望を露にすると状況も一変。本部のレプリロイドやメカニロイドはほとんどシグマの軍門に降り、彼のように従おうとしない者は容赦ない攻撃に晒され、基地の情報端末設備も全て破壊されてしまう。
シグマの野心を見抜けなかったA-1は号泣して悔やむが、ゼロに叱咤され全世界にシグマの造反を報せるべく気を取り直して中央通信センターへと向かう。だが運悪くその姿をVAVAに発見されシグマとの対決に臨んでいたエックスやゼロへの人質として取られてしまう。
エックス達には自分に構わずシグマを倒すよう促すA-1だったが、エックスにそれが出来るはずもなく、そのために窮地に陥って行く二人を見かねたA-1は彼らの足手纏いにならぬよう、腕を切り離し縛めを脱するとシグマに対し自爆して果てる。強大なシグマに致命傷を与えることこそ叶わなかったがシグマに隙を作ることはでき、さらにA-1の死で発奮したエックスはゼロと共にシグマを圧倒。彼の犠牲を無駄にしないためにもシグマの野望を阻止することを強く心に誓った。
ライギャンβ（Lygian β）
物語序盤に登場するライオンの姿をしたイレギュラー。ゲーム版で後に登場するシャイニング･タイガードやスラッシュ･ビストレオと似た容姿を持つ。
元はアフリカで自然公園のガードマンを務めていたレプリロイド。
敏捷性に優れ片足を失っても衰えない機動力に加え、コンクリートさえも粉砕する鋭い爪や火炎放射器、果ては逃亡用の煙幕と言った多彩な装備を持つ。
心理的な駆け引きにも長けており、エックスの攻撃で片足を失った際は弱ったフリをして、隙を誘うなどの狡猾さを見せる。
サウスハーバーの十三番倉庫を根城にしていたが、VAVAに恫喝されライギャンの行方を追っていたロードアタッカーズからの通報を受けてそこに駆けつけたエックス、ゼロ、VAVAと交戦し、形勢不利と見て逃亡しようとした所をエックスの操るライドアーマーに捕まってしまい、身動き取れなくなったところをVAVAの手によって破壊された。
キンコーソーダー
希少鉱物の窃盗を働き、盗んだ鉱石を売買して莫大な利益を得ていたイレギュラー。ザルツ鉱山を襲撃した際に駆けつけたゼロの手から一時は逃亡に成功するが、別の鉱山を占領した際に執拗に追ってきたゼロやエックスと一戦交えることになる。
ディグレイバーやレイビット、スパイキーといったメカニロイドを多数配下に抱えていたものの、エックスやゼロの前では敵ではなく、キンコーソーダー自身もゼロとの直接対決で敗れその場で破壊されてしまう。